# Аналіз «витрати-ефективність»
Ана́ліз «ви́трати-ефекти́вність» — один з методів ресурсної  економіки, вживаний з метою мінімізації витрат досягнення певного екологічного стандарту або мети, поставленої виходячи з наукових чи політичних міркувань. Наприклад, в області зниження  кислотних опадів метою може бути зниження обсягів випадіння  сірки в певному регіоні при мінімальних витратах з урахуванням витрат на очисні споруди, які різні для підприємств різних галузей, і того, що витрати зростають при посиленні вимог.